# Lenie Wielkie
Lenie Wielkie – wieś w Polsce położona w województwie kujawsko-pomorskim, w powiecie lipnowskim, w gminie Dobrzyń nad Wisłą, nad Jeziorem Leńskim.

## Podział administracyjny
Wieś królewska Linie Wielkie starostwa dobrzyńskiego położona była w końcu XVI wieku w powiecie dobrzyńskim ziemi dobrzyńskiej. W latach 1954–1959 wieś należała i była siedzibą władz gromady Lenie Wielkie, po jej zniesieniu w gromadzie Dobrzyń nad Wisłą. W latach 1975–1998 miejscowość administracyjnie należała do województwa włocławskiego.

## Demografia
Według Narodowego Spisu Powszechnego (III 2011 r.) wieś liczyła 546 mieszkańców. Jest drugą co do wielkości miejscowością gminy Dobrzyń nad Wisłą.

## Zabytki
Według rejestru zabytków NID na listę zabytków wpisany jest zespół dworski, nr rej.: A/1386/1-3 z 11.05.1987
- klasycystyczny dwór z połowy XIX w.
- park z 1. połowy XIX w.
- drewniana stodoła z 1. połowy XIX w.